# Mosaiktheorie
Mosaiktheorie ist die Bezeichnung mehrerer in der Rechtsprechung entwickelter Auslegungsgrundsätze, die sich im übertragenen Sinn auf das mosaikartige Zusammenfügen von Einzelteilen zu einem Ganzen beziehen.

## Auskunftsverweigerungsrecht eines Zeugen im Strafprozess

### Rechtsprechung
Der Bundesgerichtshof (BGH) hatte erstmals in einer Entscheidung vom 7. Mai 1987 einem Zeugen ein Auskunftsverweigerungsrecht nach § 55 Strafprozessordnung (StPO) zugestanden, das sich auch auf solche Fragen erstrecke, durch deren wahrheitsgemäße Beantwortung zwar alleine nicht eine Strafverfolgung ausgelöst werden könnte, die aber ein Teilstück in einem mosaikartigen Beweisgebäude betreffen und demzufolge zu einer Belastung des Zeugen beitragen könnten.
1998 hat der BGH diese Rechtsprechung bestätigt. Für das Auskunftsverweigerungsrecht eines Zeugen genüge es, wenn er über Fragen Auskunft geben müsste, die den Verdacht gegen ihn mittelbar begründen, sei es auch nur als Teilstück in einem mosaikartig zusammengesetzten Beweisgebäude.
2002 hat sich das Bundesverfassungsgericht unter Berufung auf den BGH der Mosaiktheorie angeschlossen. Bestehe die konkrete Gefahr, dass der Zeuge der Staatsanwaltschaft durch die Preisgabe seiner (oder seines) Betäubungsmittellieferanten die (oder den) Tatbeteiligten weiterer, noch verfolgbarer, eigener Delikte offenbaren, also Auskünfte über „Teilstücke in einem mosaikartig zusammengesetzten Beweisgebäude“ geben und damit zugleich potentielle Beweismittel gegen sich selbst liefern müsste, so sei ihm die Erteilung solcher Auskünfte nicht zumutbar.

### Geltendmachung
Will sich ein Zeuge auf das Recht auf Auskunftsverweigerung des § 55 StPO hinsichtlich möglicher „Mosaikteilchen“ berufen, muss ihm oder wenigstens seinem Rechtsanwalt bekannt sein, dass der Staatsanwaltschaft weitere Informationen vorliegen, welche dann in einer Gesamtwürdigung zu einer Verfolgung des Zeugen führen könnten. Bloße Vermutungen oder theoretische Möglichkeiten reichen für die Annahme einer solchen Gefahr nicht aus.
Die Auskunftsverweigerung muss ausdrücklich erklärt werden. Dazu hat der Zeuge Möglichkeit bis zum Abschluss seiner Vernehmung. Danach kann er die Aussagen nicht mehr widerrufen.
Das Recht nach § 55 StPO ist nur dann nicht gegeben, wenn eine spätere Verfolgung des Zeugen zweifellos ausgeschlossen ist.

## Vorliegen eines Staatsgeheimnisses im Sinne des Strafgesetzbuchs
Die vom Bundesgerichtshof in seiner Entscheidung vom 12. Januar 1954 (StE 1/53) entwickelte „Mosaiktheorie“ zu den Landesverratsdelikten besagt, dass auch eine Sammlung und Zusammenstellung einer Vielzahl von allgemein zugänglichen und öffentlich bekannten Tatsachen ein Staatsgeheimnis bilden kann. Es komme nicht darauf an, ob die einzelne mitgeteilte Nachricht „in isolierter Betrachtung“ ein Staatsgeheimnis sei, sondern darauf, ob sie dem Auftraggeber zusammen mit anderen Nachrichten den Überblick über einen größeren Komplex ermöglichen helfe. Diese Auffassung führte 1962 während der Spiegel-Affäre zum Vorwurf des „publizistischen Landesverrats“ gegen mehrere Redakteure.
Durch das am 1. August 1968 in Kraft getretene 8. Strafrechtsänderungsgesetz fasste der Gesetzgeber die Legaldefinition des Staatsgeheimnisses in § 93 Strafgesetzbuch (StGB) enger. Die Identifizierung von Staatsgeheimnissen im Sinne von § 93 StGB bereitet jedoch nach wie vor Schwierigkeiten, insbesondere soweit sie Gegenstand von Presseveröffentlichungen sind.

## Internationales Privatrecht
Im internationalen Zivilverfahrensrecht der Europäischen Union beurteilt sich der besondere Gerichtsstand der unerlaubten Handlung in bestimmten Fällen nach der Mosaiktheorie.
Nach Art. 5 Nr. 3 der EuGVO a. F (Brüssel-I-Verordnung) - heute Art. 7 Nr. 2 EuGVO (Brüssel-I-Verordnung) - hat der Geschädigte nach dem Ubiquitätsprinzip grundsätzlich ein Wahlrecht zwischen dem Handlungs- und dem Erfolgsort einer unerlaubten Handlung, wenn diese Orte nicht identisch sind.
Aus Anlass einer Ehrverletzung durch Presseartikel hat der Europäische Gerichtshof jedoch einschränkend entschieden, dass dem Kläger zwar ein Wahlrecht zukomme, sämtliche Schäden könnten aber nur bei dem Gericht eingeklagt werden, an dem der Herausgeber der Veröffentlichung niedergelassen sei. Andere Gerichte seien auf die Schäden beschränkt, die in dem Mitgliedsstaat des angerufenen Gerichts verursacht worden seien (Mosaiktheorie). Denn die Gerichte desjenigen Mitgliedstaats, in dem die ehrverletzende Veröffentlichung verbreitet worden sei, wiesen die größte Sachnähe auf.
Tritt der Verletzungserfolg  bei sog. Streudelikten an mehreren verschiedenen Orten ein, ist die Zuständigkeit  am Handlungsort für sämtliche eingetretene Schäden eröffnet, die Zuständigkeiten an den Erfolgsorten nur insoweit, wie an diesen Orten die Rechtsgutsverletzung eingetreten ist.
Kritiker bemängeln diese Zuständigkeitszersplitterung. Da ein Kläger grundsätzlich versuchen wird, aufwendige Parallelverfahren in mehreren Staaten zu vermeiden, ist er de facto auf den allgemeinen Gerichtsstand des Art. 2 EuGVO (Wohnsitz des Beklagten) angewiesen. Den Erfolgsgerichtsstand zu wählen, wird durch die Mosaiktheorie so unattraktiv, dass diese Errungenschaft der EuGVO wieder verloren geht.
Im Fall der Geltendmachung einer Verletzung von Persönlichkeitsrechten durch Veröffentlichungen im Internet kann der (vorgeblich) Geschädigte nach neuerer Rechtsprechung den gesamten Schaden im Staat des Urhebers oder in dem Staat einklagen, in dem sich der Mittelpunkt seiner Interessen befindet. Ansonsten bleibt es bei der Mosaiktheorie.
Das im Prozess anwendbare materielle Recht ist grundsätzlich das Recht des Tatortes (lex loci delicti).